# Appendicula foliosa
Appendicula foliosa är en orkidéart som beskrevs av Oakes Ames och Charles Schweinfurth. Appendicula foliosa ingår i släktet Appendicula och familjen orkidéer. Inga underarter finns listade i Catalogue of Life.